# 共和党 (アイルランド)
共和党（きょうわとう、愛: Fianna Fáil - An Páirtí Poblachtánach、英: Fianna Fáil - The Republican Party）は、アイルランドの政党。

## 概要
正式名称「フィアナ・フォイル - 共和党」の「フィアナ・フォイル（Fianna Fáil）」は、アイルランド語で「運命の兵士たち」の意味である。
現在、第33次国会の連立政権のひとつであり、2020年6月27日に共和党、統一アイルランド党、緑の党の間で連立政権が合意された後に結成された。1992年以来の虹の連立であり、共和党が政権を握るのは2011年以来となる。
1926年5月16日、アイルランド内戦後の棄権主義の問題でシン・フェイン党の反条約派から分裂したエイモン・デ・ヴァレラと支持者によってアイルランド共和党として設立された。1927年以来、共和党は統一アイルランド党とともにアイルランドの二大政党の一つであり、どちらも中道右派であり、労働党やシン・フェイン党の右に位置する政党である。20世紀のほとんどの間、アイルランドの政治を支配しており、創立以来、統一アイルランド党か労働党のどちらかがすべての政府を率いてきた。1932年から2011年までの間、統一アイルランド党は国民議会下院（ドイル・エアラン）で最大の政党であった。1989年から2011年までは、左派と右派の政党との連立政権を率いていた。
党首のミホル・マーティンは、第32次国会の初めに、統一アイルランド党率いる少数派政府との間で信頼と供給の取り決めを行った。
共和党は2020年6月27日から連立政権のひとつとなっている。総選挙後の数か月間の政治的膠着状態を経て、共和党は統一アイルランド党、緑の党と連立協定を結ぶことで合意した。これはアイルランド政治史で初めてのことで、共和党と統一アイルランド党が正式に連立を結んだことはなかった。共和党党首のミホル・マーティンは、2022年に統一アイルランド党党首に交代する前に、政府の最初の2年間は首相としての役割を果たすために指名された。前任者で統一アイルランド党党首のレオ・バラッカーは、アイルランドの副首相に就任した。共和党が政権を握るのは、1997年から2011年までのバーティ・アハーン、ブライアン・カウエン以来、初めてとなる。80年以上にわたって下院（ドイル・エアラン）で最大の政党であったが、経済政策の失敗を受けて2011年2月の総選挙で惨敗し、20議席の獲得にとどまった。2016年の総選挙では44議席を獲得し、国民議会（ウラクタス）の下院（ドイル・エアラン）と上院（シャナズ・エアラン）で最大の野党となり、第2党となっている。
2009年4月16日に欧州自由民主改革党へ、同年実施の欧州議会議員選挙後には欧州自由民主同盟へそれぞれ加盟している。2019年2月9日以降、共和党は北アイルランドの社会民主労働党と提携している。

## 党史
共和党は、シン・フェイン党の元指導者であるエイモン・デ・ヴァレラによって設立された。1926年のシン・フェイン・アード・フェイス（Sinn Féin Ard Fheis）で提案した忠誠宣誓が取り除かれた場合には、選挙で選ばれた議員が国民議会下院（ドイル・エアラン）の議席に就くことができるようにするという動議が可決されなかったため、他の多くの議員がシン・フェイン党から離脱した。デ・ヴァレラの新党は同年4月2日に党名を採用した。同党は条約締結にも反対していたが、棄権主義を拒否し、代わりにアイルランド自由国の内部からの共和化を目指していた。共和党の経済独裁主義の綱領は、農民や労働者階級、貧困層にアピールしていたが、より裕福な層には疎外感を与えていた。
共和党は1932年3月9日に初めて政権に就いた。2011年の選挙までの79年間のうち61年間政権を握っていた。最長の連続政権期間は15年11か月（1932年3月 - 1948年2月）である。20世紀での最長の単独離職期間は4年4か月（1973年3月 - 1977年7月）であった。党首全員が首相を務めた。
共和党は2009年4月16日に欧州自由民主同盟（ALDE）に加盟し、2009年6月から2014年7月1日までの第7期欧州議会期間中は、同党の欧州議会議員（MEP）がALDEグループに座っていた。同党は自由主義インターナショナルの一員である。これに先立ち、同党は1999年から2009年までの間、欧州連合の強大化に懐疑的なユーロセプティクな欧州諸国連合に属していた。
1932年の総選挙から2007年の総選挙まで、すべての総選挙後の議会で最大の政党であった。2008年以降のアイルランド経済の低迷期には、共和党が政権政党としての責任を負っていると見られていたが、支持率は急落し、2009年2月27日に行われた世論調査では、有権者の10％が政府の業績に満足していないとの結果が出た。2011年の総選挙では、史上最悪の惨敗を目の当たりにした。この惨敗は「歴史的」なものであり、「考えられない」と評された。同党は下院（ドイル・エアラン）で最大の党から第3の党に沈み、78議席中58議席を失った。その後は数回の総選挙を経て党勢が回復していき、2024年総選挙では48議席を獲得して第1党に返り咲いた。

## 組織
共和党では、「クマン制度」と呼ばれる構造を採用している。基本的な単位はクマン（支部）であり、クマンは各小選挙区に置かれた地区支部と小選挙区支部に分けられていた。
しかし、1990年代初頭以降、クマンの構造は弱体化した。すべてのクマンは、その規模に関わらず、選考大会への投票権を3票としていたため、多数のクマンが実質的に「ペーパー・クマイン」となり、候補者が十分な票を獲得できるようにするためだけに利用されていた。
2007年の選挙以来、党の組織構造は著しく弱体化している。これは、2011年の総選挙に向けた候補者間の対立が顕著になったこともあり、一部では悪化した。アイリッシュ・タイムズ紙によると、3,000人の党員の半数が事実上の活動休止状態にあると推定されている。ブライアン・レニハンとブライアン・レニハン・ジュニアがかつて居住していたダブリン・ウェスト選挙区を除き、ダブリンではこの割合が増加している。

## 思想
共和党は典型的な包括政党と見られている。R・ケン・カーティは、共和党と統一アイルランド党について、「支持基盤が異質で、政策やプログラムの面で比較的差別化されておらず、支持率が著しく安定している」と書いている。専門家調査、世論調査、候補者調査から得られた証拠はすべて、両党の間に強い違いを見出すことができないともされている。アイルランド内戦の政治を指摘し、分裂の根底にあるのは、アイルランド統一を達成するための戦略の不一致だと感じている。ケビン・バーンと政治学者のオーエン・オマリーはこれを否定し、両党の違いはアイルランドの歴史の中ではるかに遡ると主張している。両党を異なる民族主義的伝統（アイルランド啓蒙主義とゲール民族主義）と結びつけ、それをアイルランドへのアングロ＝ノルマン人や新英人の移住やゲール民族の移住と結びつけたのである。
1990年代には、共和党は保守政党であると同時に、民族主義政党でもあると表現されていた。共和党は「幅広い教会」として自らを提示し、格差のある社会階級を超えて支持を集めてきた。1989年から2011年までの間、左派と右派の政党との連立政権を率いてきた。共和党の綱領には、アイルランドの統一、アイルランド語の振興と保護、アイルランドの伝統である軍事的中立の維持など、永続的な公約が含まれている。同党は統一アイルランド党よりもポピュリスト、民族主義的で、一般的に言えば経済的介入主義的だが、ライバルの欧州連合（EU）支持を表明している。欧州議会の欧州自由民主同盟の一部ではあるが、自由権に関する立場を支持していない。しかし、2010年には同性の市民パートナーシップを法制化した。
党名とロゴマークには「The Republican Party（共和党）」の文字が使われている。共和党によると、「共和党とは、島の統一と、ヨーロッパの共和制哲学の歴史的原則である自由、平等、友愛へのコミットメントの両方を意味している」という。党発足当初の主な目標は、南北統一であった。

## 党首
党首としての任期と首相としての任期は以下の通り。
1. エイモン・デ・ヴァレラ（1926年 - 1959年）
2. ショーン・F・リーマス（英語版）（1959年 - 1966年）
3. ジャック・リンチ（英語版）（1966年 - 1979年）
4. チャールズ・ホーヒー（1979年 - 1992年）
5. アルバート・レイノルズ（1992年 - 1994年）
6. バーティ・アハーン（1994年 - 2008年）
7. ブライアン・カウエン（2008年 - 2011年）
8. ミホル・マーティン（2011年 - 現在）

## 北アイルランドの政治
2007年9月17日、共和党は初めてイギリスの北アイルランドで党を結成することを発表した。当時の外務大臣ダーモット・アハーンは、この問題に関する委員会の議長を務めるよう依頼された。「ダーモット・アハーン外相は、今後、この政策を実行するための戦略を策定するための努力をリードし、時間軸や構造を検討していくことになるだろう。我々は徐々に戦略的に行動する。我々は幻想を抱いているわけではない。それは簡単なことではないだろう。しかし、私は成功すると確信している」と述べた。
党は2007年9月に初めて国境以北の北部の大学で募集活動を開始し、ベルファストのクイーンズ大学に2つの「政治協会」を設立した。2008年2月23日、元アルスター連合党（UUP）評議員のハーヴェイ・ビッカー大佐が共和党に参加したことが発表された。
バーティ・アハーンは2007年12月7日、共和党が英国選挙管理委員会によって北アイルランドで登録されたことを発表した。2009年12月、共和党は、無所属の立法議会（MLA）であったゲリー・マクヒューの入党を発表し、初の北アイルランド議会のMLAを確保した。マクヒューは、入党はしたものの引き続き無所属のMLAとして座ることを確認した。2010年6月、共和党は北アイルランド初の公式事務所をアーマー県のクロスマグレンに開設した。当時のブライアン・カウエン首相が公式に事務所を開設し、エアモン・オ・クイーブ大臣、ダーモット・アハーン大臣、ローリー・オハンロン下院議員、マーガレット・コンロン下院議員が同席した。すべてのアイルランドの政治に向かって党のゆっくりとした開発を議論し、カウエンが観察された。「我々は非常にオープンで実用的なアプローチを持っている。我々は、立憲共和党であり、この党が設立された上での抱負の秘密を作らない。私たちが何を達成しようとしているのか、それはこの国を和解させることであり、過去の歴史の囚人ではないということだと、私たちの心の中では常に明確になっている。新しいアイルランドを建設する世代の一員となること、それは我々が誇りに思えるアイルランドを築くことである」と述べた。
2017年には、オマーのソルチャ・マカネスピー議員は、2019年の北アイルランド地方政府選挙に共和党として立候補したいと発言した。2017年10月、党の全国執行部である「15人の委員会」の北部代表に選出された。
2019年1月24日からは、以前は北アイルランドの主要なアイルランド国民党であった社会民主労働党（SDLP）と提携しているが、現在はシン・フェイン党よりも小さな政党となっている。数年前から、最終的な提携についての憶測が流れていた。
共和党とSDLPは現在、北アイルランドの現在の政治状況への対処、医療や教育などのアイルランドの両方の管轄区域での公共サービスの改善、島の人々のさらなる団結と協力をもたらし、アイルランドの再統一に関する将来の世論調査のための手配を含む主要な分野で政策を共有している。
現在、共和党は北アイルランドで登録され、認められた政党である。しかし、この地域では選挙には参加していない。